# Suzuka
Suzuka (japanisch 鈴鹿市 Suzuka-shi, deutsch ‚kreisfreie Stadt Suzuka‘) ist eine Stadt in der japanischen Präfektur Mie auf Honshū.

## Geschichte
Durch Suzuka lief seit der Asuka-Zeit eine wichtige Ost-West-Straßenverbindung. Im Zentrum der Stadt lag die Burg Kambe (神戸城, Kambe-jō), von der noch Reste erhalten sind. Auf dem Gebiet der heutigen Stadt Suzuka lagen zwei Poststationen (宿場町 Shukuba-machi) der Tōkaidō während der Edo-Zeit: Ishiyakushi und Shōno.
Die kreisfreie Stadt Suzuka entstand 1942 durch den Zusammenschluss von 14 Städten und Dörfern aus den Landkreisen Suzuka und Kawage.

## Verkehr
- Straße:
  - Nationalstraße 1, Richtung Tokio oder Kyōto
- Zug:
  - JR Central/JR West Kansai-Hauptlinie
  - Kintetsu Nagoya-Linie
  - Kintetsu Suzuka-Linie

## Kultur
Suzuka ist das Zentrum der traditionellen Handwerkskunst Ise-Katagami, zum Herstellen von Papierschablonen für das Färben.

## Sport

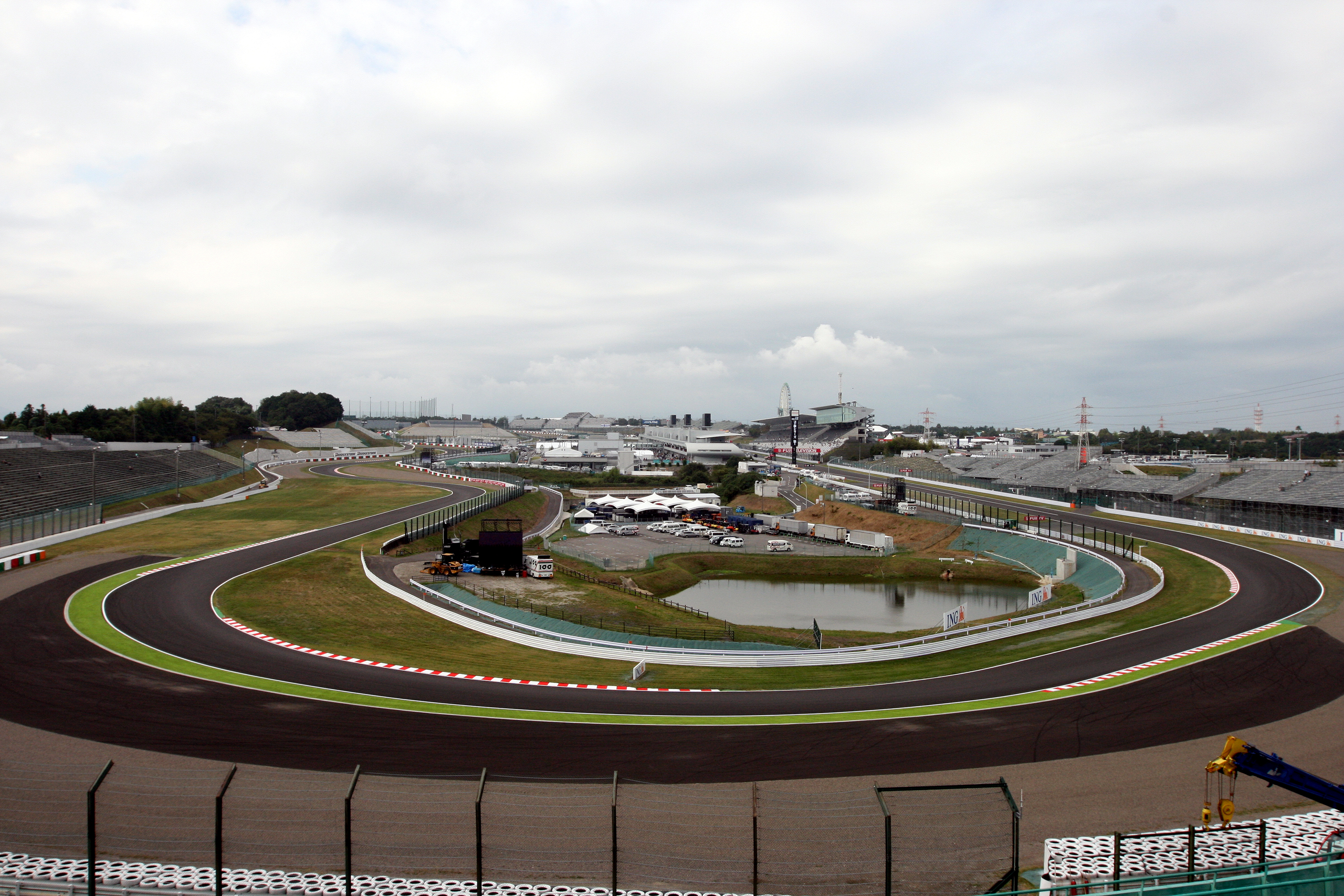
Suzuka International Racing Course

Bekannt wurde Suzuka vor allem durch die Motorsport-Rennstrecke Suzuka International Racing Course, auf der unter anderem seit 1987 der Große Preis von Japan im Rahmen der Formel 1 stattfindet und auf der zwischen 1963 und 2003 der Große Preis von Japan im Rahmen der Motorrad-Weltmeisterschaft ausgetragen wurde.

## Städtepartnerschaften
- Le Mans – seit 1990

## Angrenzende Städte und Gemeinden
- Präfektur Mie
  - Yokkaichi
  - Tsu
  - Kameyama
- Präfektur Shiga
  - Kōka

## Söhne und Töchter der Stadt
- Saitō Ryokuu (1867–1904), Schriftsteller und Kritiker
- Nobutsuna Sasaki (1872–1963), Schriftsteller
- Yukiko Takahashi (* 1967), Volleyball- und Beachvolleyballspielerin
- Takashi Etō (* 1991), Hochspringer
- Reo Hatate (* 1997), Fußballspieler
- Kōki Tachi (* 1997), Fußballspieler
- Haruki Yoshida (* 2003), Fußballspieler

## Weblinks

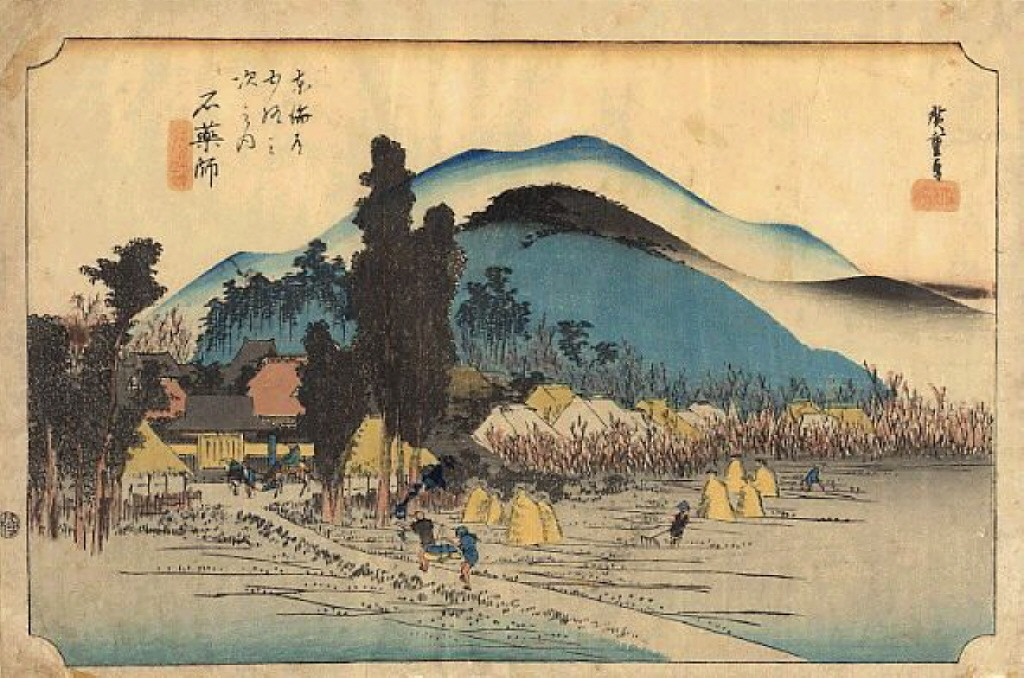
Ishiyakushi, Farbholzschnitt von Hiroshige in der Serie Die 53 Stationen des Tōkaidō (Hoeidō-Ausgabe), um 1835

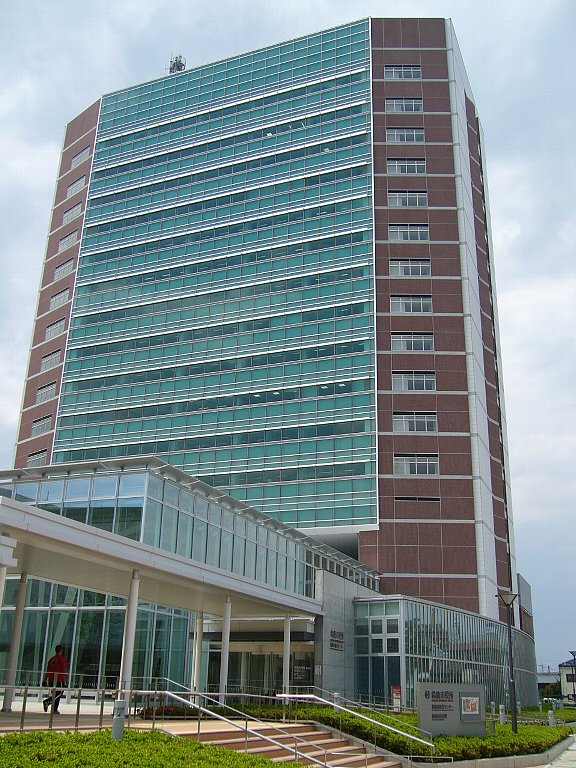
Rathaus von Suzuka

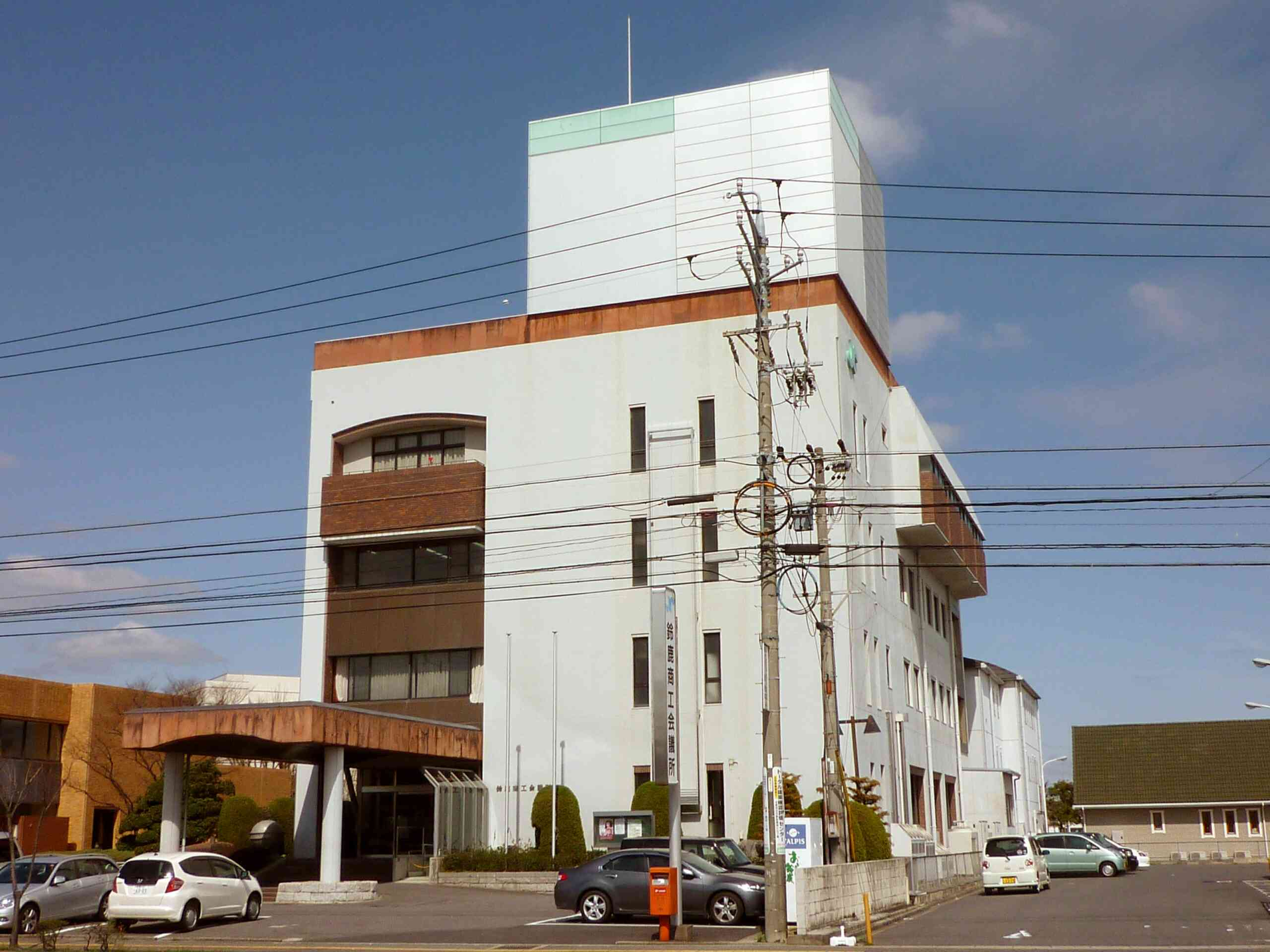
Industrie- und Handelskammer von Suzuka

## Einzelnachweis
1. ↑  M. Miura (Hrsg.): Shiro to jinya sōran. Saikoku-hen. Gakken, 2006, ISBN 978-4-05-604379-2. S. 29.